# 莫里斯·克拉夫特和卡蒂亚·克拉夫特
莫里斯·保罗·克拉夫特（法語：Maurice Paul Krafft，1946年3月25日—1991年6月3日）和卡特琳·约瑟芬·“卡蒂亚”·克拉夫特（法語：Catherine Joséphine "Katia" Krafft，1942年4月17日—1991年6月3日）是一对法國火山學家夫妇。克拉夫特夫妇以攝影，拍攝和記錄火山的先驅而聞名。1991年6月3日，莫里斯·克拉夫特與妻子卡蒂亞·克拉夫特在日本雲仙岳觀測火山時因碎屑流而喪生，他們的訃告刊登在《火山學會刊》。2022年7月6日，纪录夫妇俩事迹的纪录片《火山挚恋》上映。

## 生平
莫里斯·克拉夫特是第一個在活火山附近觀測的火山學家，並受到許多火山學家的尊敬。克拉夫特夫婦拍攝火山爆發影響的影片是面臨火山爆發威脅時獲得地方當局合作的重要因素。1991年，菲律賓皮納圖博火山開始活動後，他們向菲律賓總統柯拉蓉·艾奎諾等人展示哥倫比亞內瓦多·德·魯伊斯火山噴發影像，並說服了許多懷疑論者。
1991年6月，克拉夫特夫婦在日本雲仙岳研究火山碎屑崩落時因遭遇火山碎屑流遇難。

## 外部連結
- （法文） Images de volcans, Pictures, videos and sounds, taken by Maurice and Katia Krafft, and biography
- YouTube上的Mt. Unzen dome collapse triggers the pyroclastic flow that takes the lives of Maurice and Katia Craft
- Katia Krafft 在国会图书馆管理局的纪录，有9条目录ue纪录
- Maurice Krafft 在国会图书馆管理局的纪录，有11条目录ue纪录